# 導出拓撲
在拓撲學與相關數學領域裡，導出拓撲（英語：induced topology，或译诱导拓扑）是指透過拓撲空間與某個集合間的函數，所導出該集合之拓撲。該集合可能是函數的定義域或對應域。

## 定義
導出拓撲的定義如下：
令 X0、X1 為集合，{\displaystyle f:X_{0}\to X_{1}} 為由 X0 映射至 X1 的函數。
若 {\displaystyle \tau _{0}} 為 X0 上的拓撲，則由 {\displaystyle f} 在 X1 上導出之拓撲為 {\displaystyle \{U_{1}\subseteq X_{1}|f^{-1}(U_{1})\in \tau _{0}\}}。
若 {\displaystyle \tau _{1}} 為 X1 上的拓撲，則由 {\displaystyle f} 在 X0 上導出之拓撲為 {\displaystyle \{f^{-1}(U_{1})|U_{1}\in \tau _{1}\}}。
可以看到，上述兩個定義都是使用原像，因為原像會維持集合的交集與聯集，但像則不一定可以。舉例來說，考慮一具有拓撲 {\displaystyle \{\{-2,-1\},\{1,2\}\}} 之集合 {\displaystyle X_{0}=\{-2,-1,1,2\}}、一集合 {\displaystyle X_{1}=\{-1,0,1\}}，以及一函數 {\displaystyle f:X_{0}\to X_{1}}，使得 {\displaystyle f(-2)=-1,f(-1)=0,f(1)=0,f(2)=1}。可知，{\displaystyle \tau _{1}=\{f(U_{0})|U_{0}\in \tau _{0}\}} 不會形成一個拓撲，因為 {\displaystyle \{\{-1,0\},\{0,1\}\}\subseteq \tau _{1}}，但 {\displaystyle \{-1,0\}\cap \{0,1\}\notin \tau _{1}}。

下面為導出拓撲的等價定義：
由 f 在 X1 上導出之拓撲 {\displaystyle \tau _{1}} 為使得 f 是連續的最精細拓撲。此一拓撲為 X1 上終拓撲之一例。
由 f 在 X0 上導出之拓撲 {\displaystyle \tau _{0}} 為使得 f 是連續的最粗糙拓撲。此一拓撲為 X0 上初拓撲之一例。

## 例子
- 商拓撲是個由商映射導出之拓撲。
- 若 f 是個包含映射，則 f 在 X0 上會導出子空間拓撲。

## 另見
- 自然拓撲